# Джефф Картер
Джефф Картер (англ. Jeff Carter; 1 січня 1985, м. Лондон, Канада) — канадський хокеїст, центральний нападник.
Виступав за «Су-Сен-Марі Грейгаундс» (ОХЛ), «Філадельфія Фантомс» (АХЛ), «Філадельфія Флайєрс», «Колумбус Блю-Джекетс», «Лос-Анджелес Кінгс», «Піттсбург Пінгвінс».
В чемпіонатах НХЛ — 636 матчів (255+205), у турнірах Кубка Стенлі — 111 матчів (37+35).
У складі національної збірної Канади учасник зимових Олімпійських ігор 2014 (6 матчів, 3+2); учасник чемпіонату світу 2006 (9 матчів, 4+2). У складі молодіжної збірної Канади учасник чемпіонатів світу 2004 і 2005. У складі юніорської збірної Канади учасник чемпіонату світу 2003.
Досягнення
- Володар Кубка Стенлі (2012, 2014)
- Учасник матчу всіх зірок НХЛ (2009)
- Переможець молодіжного чемпіонату світу (2005), срібний призер (2004)
- Переможець юніорського чемпіонату світу (2003).